# Montépreux

Montépreux este o comună în departamentul Marne, Franța. În 2009 avea o populație de 40 de locuitori.